# Memo (rijeka)
Memo je rijeka u Venezueli. Pritoka je rijeke Orituco. Pripada porječju rijeke Orinoco.